# UMBC Retrievers

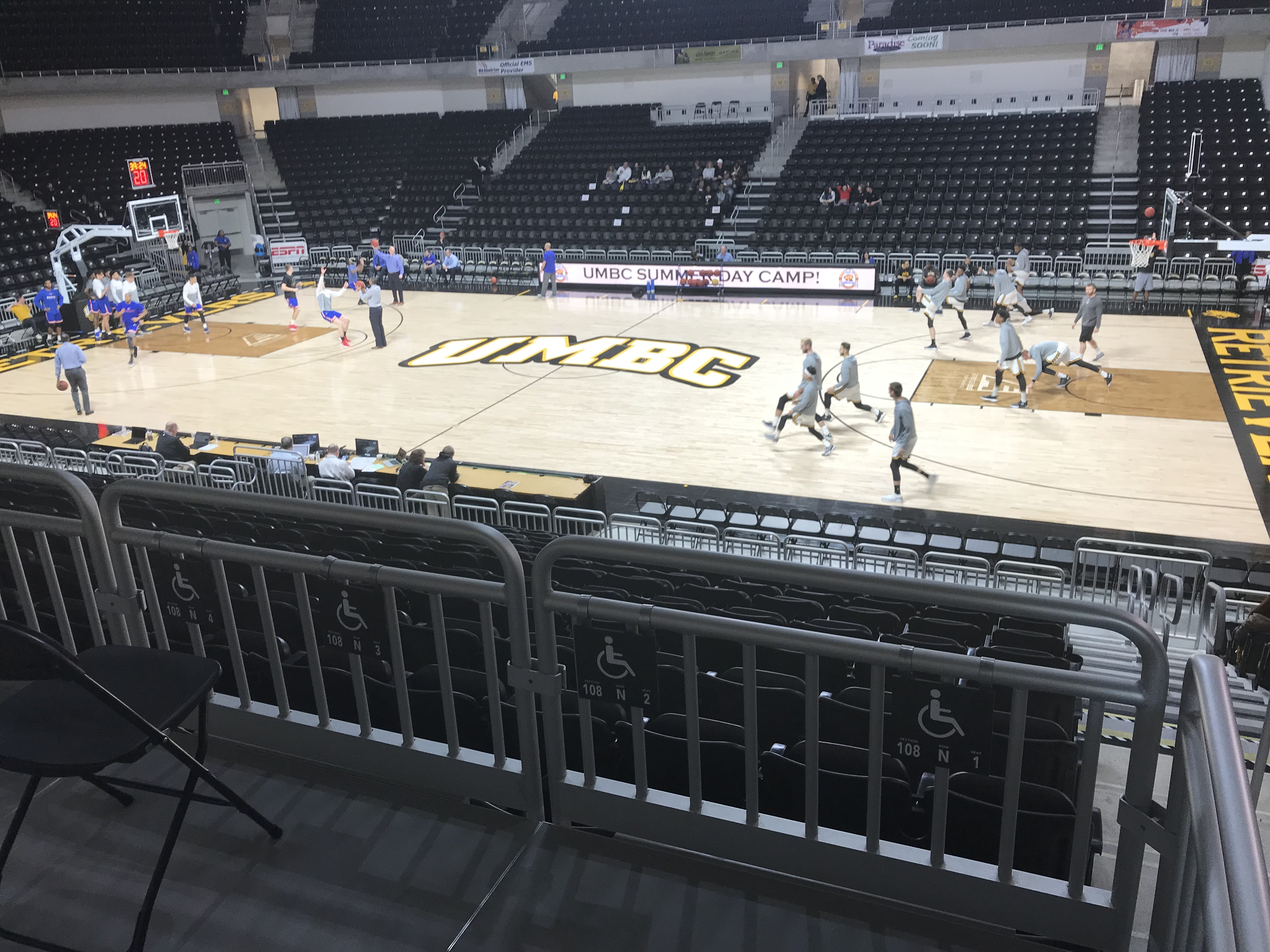
UMBC Event Center, pabellón de baloncesto y voleibol.

UMBC Retrievers (español: los perros cobradores de la Universidad de Maryland, Condado de Baltimore) es el nombre de los equipos deportivos de la Universidad de Maryland, Condado de Baltimore, situada en Baltimore, Maryland. Los equipos de los Retrievers participan en las competiciones universitarias organizadas por la NCAA, y forman parte de la America East Conference salvo en deportes no esponsorizados por la conferencia, como en natación, que lo hacen en la Coastal Collegiate Sports Association, y en tenis masculino, que lo hace en la Missouri Valley Conference.
En 2018, el equipo de baloncesto se convirtió en el primero de la historia en batir, partiendo como preclasificado 16, al número 1 de la región, Virginia Cavaliers, en la primera ronda del Torneo de la NCAA, haciéndolo además por 20 puntos de ventaja, 74-54.

## Apodo y mascota

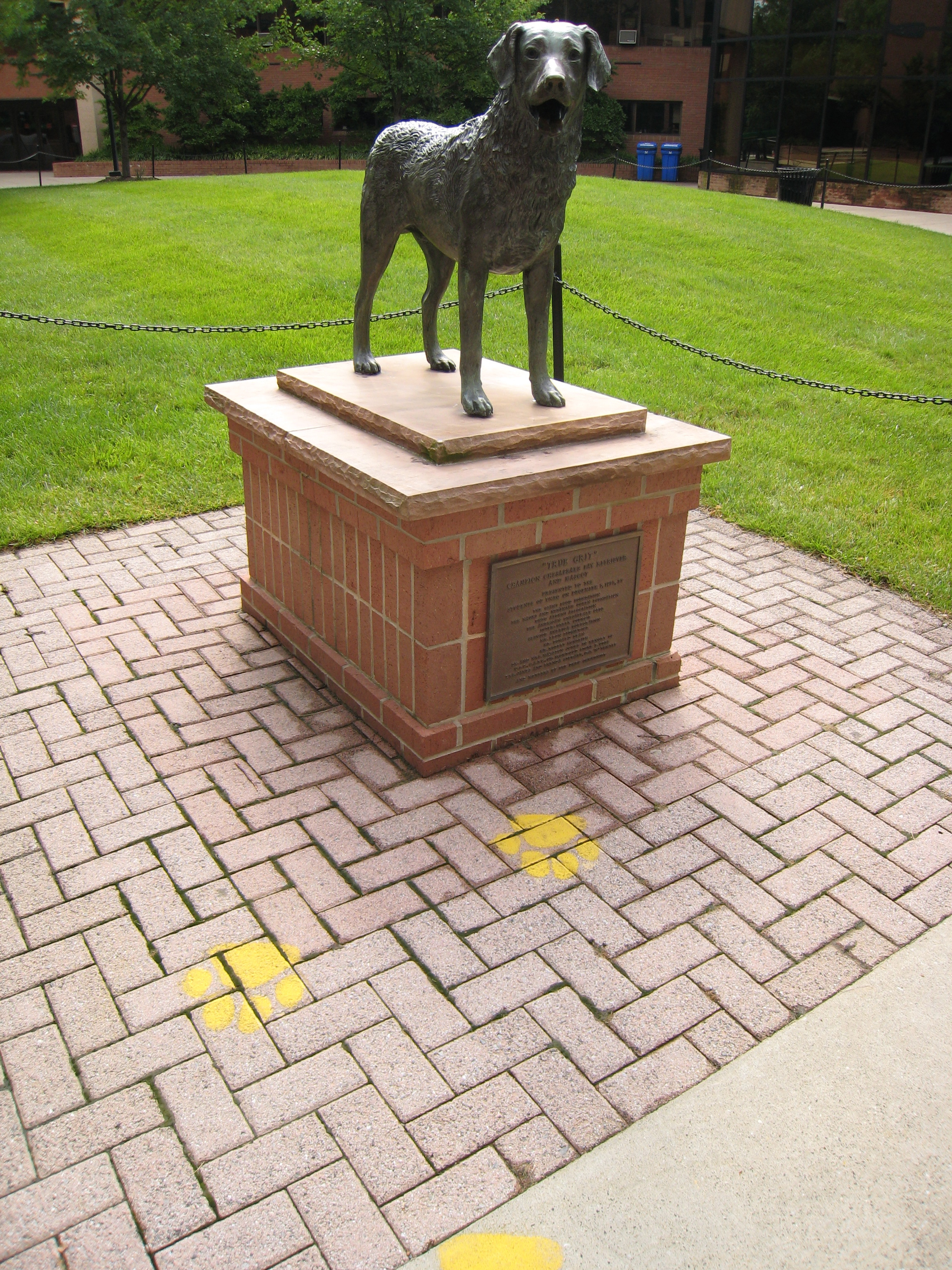
Estatua de la mascota en el campus.

En 1966 fue elegida la mascota de la universidad a través de un concurso promovido por el entonces sin nombre periódico estudiantil. La opción ganadora fue el Retriever de Chesapeake, el perro del estado de Maryland. El nombre de la mascota, True Grit, está inspirado en la película homónima de 1969 protagonizada por John Wayne.

## Programa deportivo
Los Retrievers compiten en 8 deportes masculinos y en 9 femeninos:
| - Masculino - Baloncesto - Béisbol - Natación - Atletismo - Tenis - Cross - Fútbol - Lacrosse | - Femenino - Cross - Baloncesto - Fútbol - Lacrosse - Softball - Voleibol - Natación - Atletismo - Tenis |

## Instalaciones deportivas
- UMBC Event Center es el pabellón donde disputan sus partidos los equipos de baloncesto y voleibol. Fue inaugurado en 3 de febrero de 2018 y tiene una capacidad para 5.000 espectadores.[3]
- UMBC Stadium, es el estadio donde disputan sus encuentros el equipo de lacrosse, fútbol y atletismo. Inaugurado en 1976, tiene una capacidad para 4.000 espectadores.[4]